# Mylothris flaviana
Mylothris flaviana är en fjärilsart som beskrevs av Grose-smith 1898. Mylothris flaviana ingår i släktet Mylothris och familjen vitfjärilar. Inga underarter finns listade i Catalogue of Life.